# اچ‌ام‌اس فوکستون (ال۲۲)
اچ‌ام‌اس فوکستون (ال۲۲) (به انگلیسی: HMS Folkestone (L22)) یک کشتی بود که طول آن ۲۵۰ فوت (۷۶ متر) بود. این کشتی در سال ۱۹۳۰ ساخته شد.